# Coupe du Maroc de football 1970-1971
 (avril 2024).
Si vous disposez d'ouvrages ou d'articles de référence ou si vous connaissez des sites web de qualité traitant du thème abordé ici, merci de compléter l'article en donnant les références utiles à sa vérifiabilité et en les liant à la section « Notes et références ».
Navigation
Édition précédente Édition suivante
La saison 1970-1971 de la Coupe du Trône est la 65e édition de la compétition. 
Les FAR de Rabat remporte la coupe au détriment du Maghreb de Fès sur le score de 8 - 7 au t.a.b après un nul de 1-1 au cours d'une finale jouée dans le Stade d'honneur à Casablanca. Les FAR de Rabat remportent ainsi cette compétition pour la seconde fois de leur histoire.

## Déroulement

### Huitièmes de finale
| Équipe 1                 | Équipe 2                  | Résultat |
| FAR de Rabat             | Raja d'Agadir             | 2 - 0    |
| Difaâ d'El Jadida        | Rapide Oued Zem           | 3 - 1    |
| Racing de Casablanca     | Fath Union Sport de Rabat | 1 - 1    |
| Youssoufia Club de Rabat | Tihad Sportif Club        | 0 - 1    |
| Union de Sidi Kacem      | Raja Club Athletic        | 2 - 3    |
| Maghreb de Fès           | Hassania d'Agadir         | 2 - 1    |
| Kawkab de Marrakech      | Nejm Shabab Bidawi        | 0 - 1    |
| Kénitra Athlétic Club    | Raja de Beni Mellal       | 0 - 1    |

### Quarts de finale
| Équipe 1                 | Équipe 2            | Résultat |
| Racing de Casablanca     | Raja de Beni Mellal | 1 - 2    |
| Difaâ d'El Jadida        | Union de Sidi Kacem | 3 - 0    |
| FAR de Rabat             | Nejm Shabab Bidawi  | 1 - 0    |
| Youssoufia Club de Rabat | Maghreb de Fès      | 1 - 2    |

### Demi-finales
| Équipe 1       | Équipe 2            | Résultat            |
| FAR de Rabat   | Raja de Beni Mellal | 1 - 1 8 - 6 (t.a.b) |
| Maghreb de Fès | Difaâ d'El Jadida   | 4 - 4 4 - 2 (t.a.b) |

### Finale
La finale oppose les vainqueurs des demi-finales, les FAR de Rabat face au Maghreb de Fès, le 5 septembre 1971 au Stade d'honneur à Casablanca.
| Coupe du Trône : Finale 1971 | FAR de Rabat                                                          | 1 - 1             | Maghreb de Fès                                                                       | Stade d'honneur, Casablanca            |                                        |
| 5 septembre 1971             |                                                                       |                   |                                                                                      | Arbitrage : Mohammed Belfkih El Azhari | Arbitrage : Mohammed Belfkih El Azhari |
| 5 septembre 1971             |                                                                       |                   |                                                                                      | Arbitrage : Mohammed Belfkih El Azhari | Arbitrage : Mohammed Belfkih El Azhari |
| 5 septembre 1971             | Réussi · Réussi · Réussi · Réussi · Réussi · Réussi · Réussi · Réussi | Tirs au but 8 - 7 | Réussi · Réussi · Réussi · Réussi · Réussi · Réussi · Réussi · Manqué (transversale) | Arbitrage : Mohammed Belfkih El Azhari | Arbitrage : Mohammed Belfkih El Azhari |